# Javier González-Olaechea
Javier Juan Vicente Ramón González-Olaechea Franco (Miraflores; Lima, 13 de diciembre de 1958) es un politólogo y político peruano. Fue ministro de Relaciones Exteriores del Perú, desde el 7 de noviembre de 2023 hasta el 3 de septiembre de 2024, durante el gobierno de Dina Boluarte.

## Biografía
Nació el 13 de diciembre de 1958, en el distrito peruano de Miraflores. Hijo de Manuel González-Olaechea Casanova y de Dolores Franco Salcedo, nieto de Manuel González Olaechea, hermano de Manuel González-Olaechea Franco (diplomático y wikipedista por dos décadas) y Sergio González-Olaechea Franco (empresario).
Estudió Ciencias políticas en la Universidad Católica Argentina, y obtuvo el doctorado en Filosofía en la Universidad de Belgrano. Además, consiguió un posgrado de administración en la Escuela Nacional de Administración (Francia).

### Carrera política
Fue asesor de cuatro entidades del Ejecutivo peruano: la Presidencia del Consejo de Ministros, y los ministerios de Trabajo y Promoción del Empleo, Interior y Energía y Minas.
Trabajó en diversos cargos dentro de la Organización Internacional del Trabajo, y fue catedrático en las universidades de San Marcos y ULima, además de dictar clases en la Academia Diplomática del Perú Javier Pérez de Cuéllar y el Centro de Altos Estudios Nacionales.
Postuló sin éxito al Congreso de la República en las elecciones parlamentarias de 1995 por Unión por el Perú, partido político fundado por Javier Pérez de Cuéllar para competir contra la primera reelección de Alberto Fujimori.
Editó en la sección de opinión de El Comercio e International Press.

### Ministro de Estado

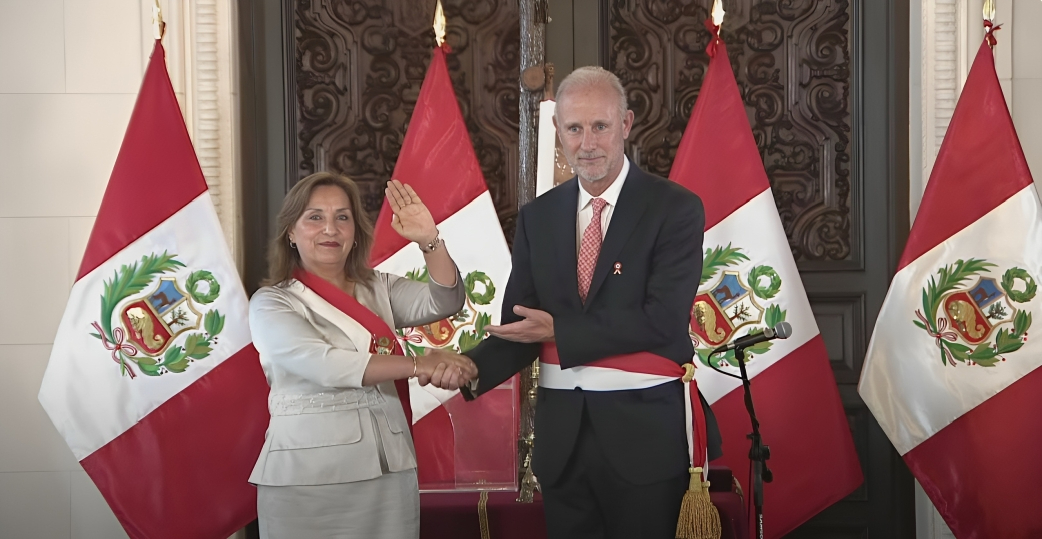
La presidenta Boluarte tomando juramento a González-Olaechea como ministro, en noviembre de 2023.

El 7 de noviembre de 2023, fue nombrado y juramento por la presidenta Dina Boluarte, como ministro de Relaciones Exteriores del Perú, en reemplazo de Ana Gervasi.
En 2023 expresó que la Corte Interamericana de Derechos Humanos carece de forma alguna de «imparcialidad» y que se debe cerrar la frontera con Bolivia, en el contexto de la convulsión social, debido a que el gobierno boliviano «exporta violencia, nos manda ponchos rojos». Durante su actividad, el entonces canciller increpó a su homólogo canadiense, Louis Marcotte, quien criticó un proyecto de ley que perjudica el financiamiento económico de las organizaciones no gubernamentales de desarrollo. No obstante, congresistas del oficialismo respaldaron su posición contra la injerencia externa.
En julio del 2024, rindió homenaje al general francés Philippe Pétain durante una ceremonia en la Embajada de Francia en Perú. Pétain encabezó el régimen de Vichy durante la ocupación de Francia en la Segunda Guerra Mundial que colaboró activamente con los nazis en la deportación de judíos y otras minorías hacia los campos de exterminio.
En el marco de Asamblea Extraordinaria de la OEA del 1 de agosto del 2024 celebrada en Washington D. C., Javier González-Olaechea —en su condición de canciller del gobierno peruano— tuvo una intervención señalando la «crisis de identidad» que puede sufrir la organización si no asumía una posición clara y definida frente al régimen dictatorial de Nicolás Maduro en Venezuela y el fraude perpetrado el domingo 28 de julio en las elecciones presidenciales en Venezuela. González-Olaechea recalcó que las elecciones venezolanas tienen serias irregularidades y nació fraudulento desde el primer día. Además, hizo recordar que la líder de la oposición María Corina Machado fue tachada de la contienda.
Mantuvo este cargo hasta el 3 de septiembre del 2024, cuando la presidenta Boluarte hizo una recomposición de su gabinete; siendo reemplazado por Elmer Schialer.
Desde julio del 2024 hasta marzo del 2025 estuvo afiliado al Partido Popular Cristiano, partido político fundado por Luis Bedoya Reyes y con el cual se había apuntado como precandidato presidencial para las elecciones generales del año 2026.

## Pensamiento

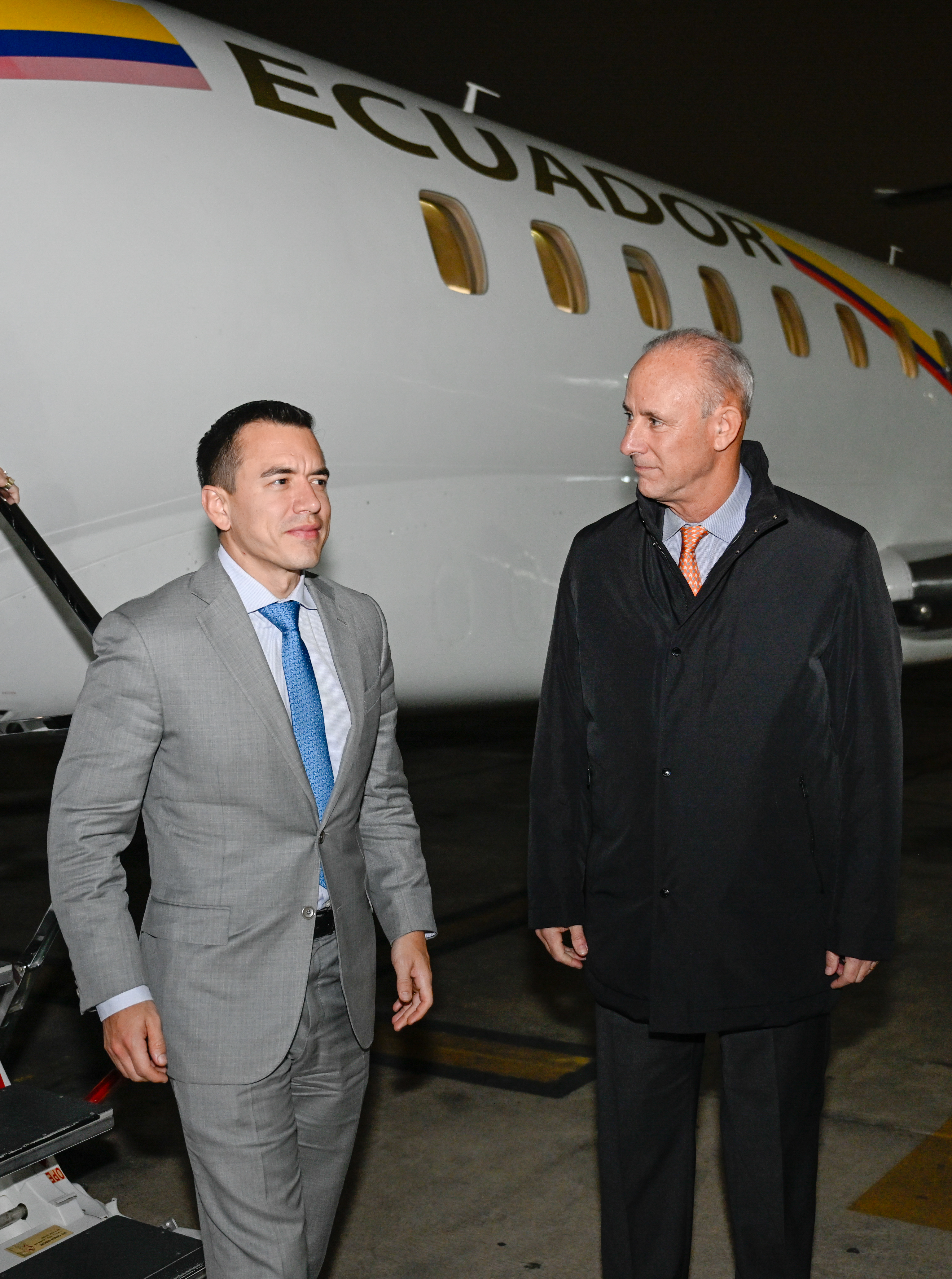
González-Olaechea y el presidente ecuatoriano Daniel Noboa.

En su fe es católico, de acuerdo a sus publicaciones en El Comercio de 2021.
Infobae calificó las ideas de González-Olaechea cercanas al fujimorismo de Fuerza Popular, el conservadurismo de Renovación Popular y el ala de derecha populista de Acción Popular.
La mayoría de sus redes sociales fueron borradas luego de asumir el cargo de canciller. Fue crítico con las administraciones de Martín Vizcarra (2018-2020) y Pedro Castillo (2020-2021), al primero por el intento de su administración de ratificar el acuerdo de Escazú debido a que «da injerencia absoluta a cualquier persona, sea persona natural o jurídica y sin distinguir si es peruano o extranjero» a los recursos naturales del Perú, y al segundo llegó a denominarlo «candidato a dictador» una semana antes de que se dé el intento de autogolpe de Estado de diciembre del 2022, aunque el mismo Gonzales-Olaechea en una nota de prensa del 2021 reconoció que «nadie puede decir que el señor Castillo no representa a una parte o la mitad» en referencia al sur peruano. Calificó al gobierno mexicano de «grave intromisión de asuntos internos» por la defensa de Andrés Manuel López Obrador a Castillo y a la vez de los ataques contra la sucesora constitucional, Boluarte, teniendo la misma animadversión por los regímenes autócratas de izquierda de Cuba, Venezuela y Nicaragua que apoyaban a Castillo.
Durante las elecciones generales del año 2021, en donde salió ganador el izquierdista Pedro Castillo, Gonzales-Olaechea dijo que Perú Libre estaba haciendo uso del «amedrentamiento por votos» contra agricultores y campesinos que tuvieran simpatía por la candidata derechista Keiko Fujimori.
En una entrevista del 2022 en Combutters justificó el golpe de Estado en Chile de 1973 del militar Augusto Pinochet y dijo que «nunca se ha podido certificar la muerte desde el punto de vista científico» de Salvador Allende.
En los primeros meses del año 2023 apoyó la idea de que el gobierno peruano se salga de la Convención Americana sobre Derechos Humanos porque «persiguen a quienes defienden la democracia y el orden público, y premian a quienes los violan, terroristas o no», en referencia a los muertos por las protestas contra el gobierno de Dina Boluarte también se posicionó a favor de la acción de Israel contra la Franja de Gaza en el conflicto israelí-palestino de 2023.
En 2025, mostró simpatía por Elon Musk, a quien agradeció las medidas de control del financiamiento de las organizaciones e invitó a colaborar en un posible gobierno suyo.